# Stallburg
La Stallburg è un castello austriaco del XV secolo utilizzato come residenza imperiale.

## Storia

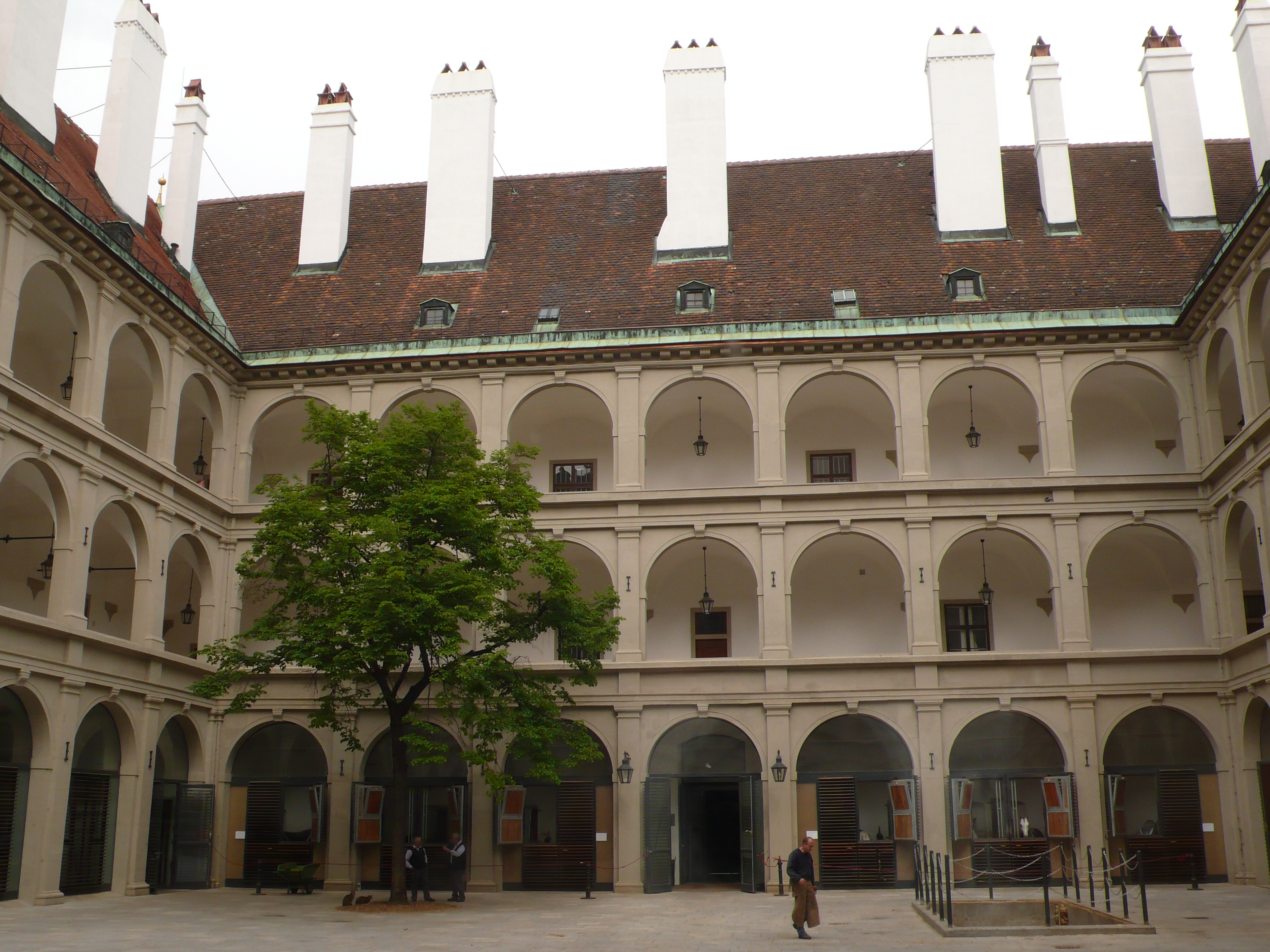
La corte interna di Stallburg

Il castello venne acquistato dall'allora arciduca Massimiliano (il futuro Massimiliano II d'Asburgo) come propria residenza personale. Dal 1659 al 1776 qui albergò anche la collezione d'arte dell'arciduca Leopoldo Guglielmo d'Austria, la principale di tutta l'Austria e sempre qui venne accolto il primo elefante che raggiunse l'Austria, un vero evento per la popolazione dell'epoca.
L'interno del castello è articolato su un grande cortile con tre ordini di loggiati e quello inferiore era utilizzato in parte per accogliervi le stalle e, all'epoca dell'Imperatore Carlo VI, i cavalli della scuola spagnola di Vienna. Per decorare ed abbeverare gli animali, nel 1675 venne realizzata la fontana che ancora oggi si trova al centro di questo stesso cortile.
L'edificio venne gravemente danneggiato da una bomba nel 1945, poco prima della fine della seconda guerra mondiale e venne fedelmente ricostruito tra il 1947 ed il 1948. Oggi il palazzo è aperto al pubblico ed accoglie anche un museo sulla scuola di equitazione viennese in ricordo dell'antica sede qui presente.